# Meesenburg
Die Meesenburg ist heute der Rest einer Höhenburg auf dem 225,8 Meter hohen Meesenkopf südlich der Stadt Lübbecke im Kreis Minden-Lübbecke in Nordrhein-Westfalen.
Die Burg wurde vermutlich durch den Grafen Otto I. von Tecklenburg (1209–1263) errichtet. Diese tecklenburgische Burg wurde dann durch den Mindener Bischof Konrad I. von Rüdenberg in einer gemeinsamen militärischen Aktion mit dem Bistum Osnabrück erobert und zerstört. Angeblich soll die Befestigung auf dem Meesenkopf anschließend auf Veranlassung des Mindener Bischofs Konrad um 1216 abgetragen worden sein. Man habe die Steine für den Kirchenbau der St.-Andreas-Kirche in Lübbecke benutzt, weiß die jüngere Bischofschronik zu berichten. Heute sind von der Burg nur noch der Wall und der Burggraben zu erkennen.